# Гонерилья
Гонерилья (англ. Goneril) — героиня трагедии Уильяма Шекспира «Король Лир», старшая из трёх дочерей Лира, жена герцога Олбанского (Альбани). Вместе с сестрой Реганой оставила отца без владений и привилегий, позже убила сестру, в финале совершила самоубийство. Прототип Гонерильи появляется в «Истории бриттов» Гальфрида Монмутского, в ряде английских хроник.

## Роль в сюжете
Гальфрид Монмутский включил в свою «Историю бриттов» рассказ о легендарном британском короле Леире. Этот монарх, имея трёх дочерей, решает разделить королевство между зятьями и, чтобы убедиться, что все дочери этого достойны, спрашивает их, как они его любят. Старшие, Гонорилья и Регау, говорят, что любят отца, как никого другого, а третья, Кордейла, даёт сдержанный ответ. Тогда Леир лишает Кордейлу наследства. Гонорилью и Регау он выдаёт за правителей Альбании и Корнубии, Маглауна и Хенвина соответственно, которым одну половину королевства передаёт сразу, а вторую завещает. Позже Леир теряет все свои владения. Он находит приют у Маглауна и Гонорильи, но спустя два года те требуют от него уменьшения свиты с 40 до 20 человек. Леир, возмущенный этим, отправляется к Хенвину и Регау, но те соглашаются содержать только 5 человек.
Король, столкнувшись с таким поведением старших дочерей, обращается за помощью к Кордейле, ставшей к тому времени женой короля франков Аганипа. Последний даёт тестю армию. Высадившись в Британии, Леир разбивает Маглауна и Хенвина и восстанавливает свою власть. После этого Гонерилья уже не упоминается у Гальфрида, но вскоре в повествовании появляется её сын Марган: он побеждает наследницу Леира Кордейлу и делит Британию с сыном Реганы Кунедагием.
История Леира и его дочерей была пересказана в хрониках Роберта Глостерского (приблизительно 1300), Джона Хардинга (1450), Джона Растелла (1568) и Рафаэля Холиншеда (1577), а также в «Королеве фей» Эдмунда Спенсера (1590). Она легла в основу пьесы «Трагическая история короля Лира и трёх его дочерей» (1605).
В 1606 году была впервые поставлена на сцене трагедия Уильяма Шекспира «Король Лир». Дочерей заглавного героя здесь зовут Гонерилья, Регана и Корделия. Гонерилья — жена герцога Олбанского, столь же злонравная, жестокая и лицемерная, как Регана, но более инициативная и искушённая в интригах. Она даёт отцу льстивый ответ на вопрос о том, насколько сильно его любит, и благодаря этому получает половину королевства (вторая половина достаётся Регане, а Корделия не получает ничего). Позже две дочери-наследницы выказывают отцу явное пренебрежение, лишают его последних привилегий и в конце концов изгоняют из своих владений. Лира поддерживает король Франции, начинается война.
Гонерилья убивает с помощью яда Регану, свою соперницу в борьбе за сердце Эдмунда Глостерского. Она обручается с Эдмундом при живом муже и совершает самоубийство, когда герцог Олбанский обо всём узнаёт.

## Оценки образа
Исследователи констатируют, что Гонерилья и Регана — первые разработанные в деталях женские отрицательные персонажи у Шекспира после Таморы в «Тите Андронике». При этом драматург характеризует их очень сдержанно и реалистично. «Они — не чудовища, — написал о дочерях Лира шекспировед Д. Дэнби. — В их изображении нет и тени мелодрамы. Наоборот, Шекспир прилагает усилия, чтобы сделать их именно нормальными людьми. Они нормальны в том смысле, что они поступают так, как мы, к сожалению, и ожидаем от людей. Они нормальны и в том смысле, что их поведение постепенно становилось стандартом поведения... Но в действительности Шекспир идет дальше этого. Гонерилья и Регана замечательны не только своей нормальностью. Они замечательны также своей респектабельностью».

## В экранизациях
Гонерилья стала персонажем ряда экранизаций «Короля Лира».
- 1909 — «Король Лир[итал.]», Великобритания, режиссёр Джеймс Стюарт Блэктон, в роли Гонерильи Флоренс Турнер.
- 1916 — «Король Лир[англ.]», США, режиссёр Эрнест С. Варде[англ.], в роли Гонерильи Ина Хармер.
- 1953 — «Король Лир[англ.]», США (эпизод из телесериала Омнибус[англ.], режиссёр Эндрю Маккалоу, в роли Гонерильи Беатрис Стрейт.
- 1965 — «Король Лир[фр.]», Франция (ТВ), режиссёр Жан Кершброн[фр.], в роли Реганы Доминик Венсан.
- 1970 — «Король Лир», СССР, режиссёр Григорий Козинцев, в роли Гонерильи Эльза Радзиня.
- 1971 — «Король Лир[англ.]», Великобритания, Дания, режиссёр Питер Брук, в роли Гонерильи Айрини Уорт.
- 1981 — «Король Лир[фр.]» (ТВ) Франция, режиссёр Жан-Мари Колдефи[фр.], в роли Гонерильи Анн Рондагс.
- 1982 — «Король Лир» (ТВ), Великобритания, США, режиссёр Джонатан Миллер, в роли Гонерильи Джиллиан Барж.
- 1982 — «Король Лир» (ТВ), СССР, режиссёры Леонид Хейфец и Владимир Семаков, в роли Гонерильи Муза Седова.
- 1983 — «Король Лир», Великобритания, режиссёр Майкл Эллиотт[англ.], в роли Гонерильи Дороти Тьютин.
- 1997 — «Король Лир[швед.]», Швеция (ТВ), режиссёр Петер Оскарсон[швед.], в роли Гонерильи Мария Эггерс.
- 1999 — «Король Лир[англ.]», Великобритания, режиссёры Брайан Блессид и Тони Ротерхэм[англ.], в роли Гонерильи Кэролайн Леннон.
- 2008 — «Король Лир[англ.]», Великобритания, режиссёр Тревор Нанн, в роли Гонерильи Фрэнсис Барбер.
- 2014 — «Король Лир», Великобритания, режиссёры Сэм Мендес и Робин Лок, в роли ГОнерильи Кейт Флитвуд.
- 2018 — «Король Лир», Великобритания, США, режиссёр Ричард Эйр, в роли Гонерильи Эмма Томпсон.